# Чегері (фільм)
«Чегері» — радянський художній фільм 1980 року за сценарієм Ахмедхана Абу-Бакара на основі його однойменної повісті.

## Сюжет
Молодий агроном Самур одержимий ідеєю вивести новий сорт кукурудзи — «скороспілку», яка давала б два врожаї на рік. Від старих він дізнається, що такий сорт існував в колишні часи, але потім був забутий. Він міг зберегтися у літнього мельника Бадаві, який живе високо в горах один, оскільки колись він не захотів переселятися разом з усіма на рівнину.
Дочка Бадаві і його 16-річна онука Чегері — односельці Самура. Чегері працює на пошті та давно симпатизує Самуру, хоча він не відразу помічає це. Тим часом батько Самура хоче влаштувати його заручини з Зейнаб, дочкою заступника міністра. Як і Самур, Зейнаб не в захваті від цього, тому що вона закохана в доктора Мурада.
Відправившись на пошуки скороспілки, Самур не з'являється на заручини. Йому вдається знайти Бадаві, від якого Самур дізнається, що сорт кукурудзи, який він шукає, називається «чегері». Однак Бадаві відрізняється суворим характером і каже Самуру, що цієї кукурудзи у нього немає. Вночі Самур викрадає у Бадаві кілька качанів, проте вони виявляються самого звичайного сорту. Через крадіжку Самур залишається без одягу, потрапляє в такому вигляді додому, і батько садить його під замок.
Від старого Кічі Самур дізнається, що раніше насіння скороспілки додавали до прикрас з символом жука-скарабея. Чегері каже, що у неї є така прикраса. Розкривши її, Самур знаходить три зернятка кукурудзи, які вже засохли. Через смуги невдач він надовго впадає в депресію. Однак до його дому приходять школярі, які під керівництвом Чегері зібрали зразки сортів кукурудзи вже в ста селах.
В епілозі, через три роки, Бадаві переселяється в аул до дочки та онуки. В аулі якраз грають весілля Самур і Чегері. У газеті виходить стаття, в якій повідомляється, що Самуру вдалося вивести сорт кукурудзи, що дає два врожаї на рік, і він назвав його «чегері».

## У ролях
- Заліна Шавлохова — Чегері
- З. Фідаров — Самур
- Ісак Гогічев — Мірза
- Коста Бірагов — Алібек
- Микола Саламов — Кічі
- Б. Мулаєв — Бадаві
- С. Годжиєва — Зейнаб
- Інесса Курумова — Айшат
- Надія Мусаєва — Ашура
- З. Дзбоєва — Хадіжа
- М. Акмурзаєв — Хабіб
- П. Гасанова — Ханум
- М. Максудов — Абдулла

## Знімальна група
- Режисери — Ізмаїл Бурнацев, Батрбек Дзбоєв
- Сценарист — Ахмедхан Абу-Бакар
- Оператор — Алан Себетов
- Композитор — Володимир Комаров
- Художник — Сраждин Батиров